# The Gramophone Co. Ltd.
The Gramophone Company Limited (The Gramophone Co. Ltd.), con sede en el Reino Unido y fundada por Emile Berliner, fue una de las primeras compañías discográficas, la organización matriz del sello His Master's Voice (HMV) y la filial europea de la empresa estadounidense Victor Talking Machine Company. Aunque la compañía se fusionó con Columbia Graphophone Company en 1931 para formar Electric and Musical Industries Limited (EMI), su nombre "The Gramophone Company Limited" continuó siendo usado en el Reino Unido hasta la década de 1970.

## Historia
The Gramophone Company fue fundada en abril de 1898 por William Barry Owen y Edmund Trevor Lloyd Wynne Williams, por encargo de Emil Berliner, en Londres, Inglaterra.
Owen actuaba como agente de Emile Berliner, inventor del disco de gramófono, mientras que Williams proporcionaba las finanzas. La mayoría de los primeros discos de la compañía se fabricaron en Hannover (Alemania), en una planta operada por miembros de la familia de Berliner, aunque tenía operaciones en todo el mundo.
En 1898, Fred Gaisberg se mudó de Estados Unidos a Londres para instalar el primer estudio de grabación de discos en Europa, situado en Maiden Lane. Entre los primeros artistas que grabó estaba Siria Lamont, una soprano australiana cuyo sencillo "Coming through the Rye" fue uno de los primeros publicados. En diciembre de 1900, Owen obtuvo los derechos de fabricación de Lambert Typewriter Company y Gramophone Company pasó a llamarse durante algunos años Gramophone & Typewriter Ltd., en un intento de diversificar el modelo de negocio, en respuesta a una serie de demandas de Edison Bell.

### Demandas
La Gramophone Company se vio afectada por una demanda que involucró a un ex empleado, Frank Seaman, que Berliner había contratado como agente de ventas exclusivo para manejar la distribución de tocadiscos y discos como parte de The National Gramophone Company. En secreto, comenzó a producir un producto inferior al Gramophone, al que llamó Zonophone y comenzó a comercializar únicamente eso en lugar del gramófono. Berliner canceló su contrato con The National Gramophone Company y, a su vez, fue demandado por incumplimiento de contrato.
En 1900, la matriz estadounidense de Gramophone perdió una demanda por infracción de patente presentada por Columbia Records y Zonophone, y ya no se le permitió producir discos en los Estados Unidos.
El acuerdo permitió a Columbia producir, ellos mismos, registros en disco en los Estados Unidos, lo que comenzaron a hacer en 1901. Emile Berliner estableció Berliner Gramophone en Montreal, donde se convirtió en el distribuidor canadiense de Victor y tenía los derechos en Canadá de la marca comercial "His Master's Voice".

### Cambio de logotipo
En febrero de 1909, la compañía introdujo nuevas etiquetas con la famosa marca comercial conocida como "His Master's Voice" (La voz de su amo), generalmente conocida como HMV, para distinguirlos de las etiquetas anteriores que representaban un esquema de la marca comercialRecording Angel. Este último había sido diseñado por Theodore Birnbaum, un ejecutivo de la planta de prensado de Gramophone Company en Hannover. Si bien el público en general llegó a referirse a los discos y la compañía como "His Master's Voice" o "HMV" debido a la importancia de la frase en los sellos discográficos, The Gramophone Company nunca se conoció oficialmente como HMV o His Master's Voice Company. La pintura "La voz de su amo" se realizó en la década de 1890 con el perro Nipper escuchando un fonógrafo de cilindro Edison. En 1899, Owen compró la pintura a Francis Barraud, el artista, y le pidió que pintara la máquina Edison y la sustituyera por un gramófono, lo cual hizo. En 1900, Emile Berliner adquirió los derechos estadounidenses de la pintura y se convirtió en la marca comercial de Victor Talking Machine Company en 1901. Gramophone se reservó los derechos del logotipo en el Reino Unido. El perro Nipper vivió entre 1884 y 1895 y es honrado en Inglaterra con una célebre lápida.

### Estudios de grabación
A mediados de la década de 1920, el presidente de la compañía, Trevor Osmond Williams, aprobó la financiación para construir sus propios estudios de grabación, poniendo a F.H. Dart, del departamento técnico de grabación de la empresa, a cargo del proyecto. En 1929, se adquirió un inmueble en el número 3 de Abbey Road y tras una renovación que duró casi dos años, el 12 de noviembre de 1931 se abrieron las instalaciones con tres estudios de grabación que se conocerían como EMI Recording Studios (y en algún momento Abbey Road Studios).

### Formación de la EMI
En marzo de 1931, Gramophone se fusionó con English Columbia Graphophone Company para formar Electric and Musical Industries Ltd (EMI). El nombre "Gramophone Company, Ltd.", sin embargo, continuó usándose durante muchas décadas, especialmente para los avisos de derechos de autor en los registros. Gramophone Company of India se formó en 1946. La entidad legal Gramophone Company Ltd pasó a llamarse EMI Records Ltd. en 1973.